# Aarhus Gymnasium
 Ikke at forveksle med Århus Statsgymnasium.
 Der er for få eller ingen kildehenvisninger i denne artikel, hvilket er et problem. Du kan hjælpe ved at angive troværdige kilder til de påstande, som fremføres i artiklen.

Aarhus Gymnasium er et stort gymnasium, der ligger på de tre nedenstående adresser, hvor man kan læse STX, HTX, HF og IB. Gymnasiet er en del af Aarhus Tech.
Gymnasiet har et elevtal svarende til ca. 1.200 elever (2025) og holder til på tre adresser (fra august, 2025):
- Dollerupvej 2, 8000 Aarhus C i Ceres Byen
- Kileparken 25, 8381 Tilst
- Højvangens Torv 2, 8660 Skanderborg

Gymnasiet på Dollerupvej blev grundlagt i 2004 og ombygget i 2014 ved en sammenlægning mellem Teknisk Gymnasium Christiansbjerg og Teknisk Gymnasium Aarhus Midtby.
Gymnasiet i Tilst blev en del af Aarhus Gymnasium ved en fusion mellem Langkær Gymnasium og Aarhus Tech i 2018. Eleverne der gik på HTX- og EUX-uddannelserne der tidligere fandtes på Hasselager Allé blev flyttet til Dollerupvej i august 2025.

Nuværende rektorer (2025):
Marie Kongskov, rektor i Tilst
Karsten Bak Ramlov, rektor i Aarhus C
Rikke Holt Andersen, konstitueret rektor i Skanderborg

Nuværende uddannelsesdirektør (2025):
Peter Grønlykke

## Tidligere ledere[kilde mangler]
I 2018 blev Yago Bundgaard (tidligere rektor, Langkaer Gymnasium) uddannelsesdirektør for Aarhus Gymnasium frem til sin fratrædelse i august 2019.
Med organisationsændringen i 2008 blev Mogens Enevoldsen ansvarlig for alle de gymnasiale uddannelser på Aarhus Tech og del af skolens udvidede direktion, og i 2015 blev Mogens uddannelsesdirektør med ansvar for Aarhus Tech Unge, herunder de tre tekniske gymnasier i Aarhus. 